# آیرونساید (اورگن)
آیرونساید (به انگلیسی: Ironside) یک منطقهٔ مسکونی در ایالات متحده آمریکا است که در شهرستان مالهور، اورگن واقع شده‌است. آیرونساید ۱٬۱۵۳٫۰۷ متر بالاتر از سطح دریا واقع شده‌است.